# Asythosia velutina
Asythosia velutina là một loài bướm đêm thuộc phân họ Arctiinae, họ Erebidae.